# 蒲城镇
蒲城镇，是中华人民共和国山西省临汾市蒲县下辖的一个乡镇级行政单位。2021年5月，撤销红道乡，整建制并入蒲城镇。 区域面积265.1平方千米。

## 行政区划
蒲城镇下辖以下地区：
城东社区、城西社区、城关村、桃湾村、碾凹村、曹家庄村、木家庄村、枣林村、荆坡村、刁口村、南耀村和茹家坪村。